# Viktor Hovland
Viktor Hovland (18 september 1997) is een Noors golfer. Hij speelde in het Europese Team in de Ryder Cup 2021. Europa verloor met 19 - 9 van de Verenigde Staten. Hij won in 2023 met het Europese team 16.5-11.5 van het Amerikaanse team.

## Amateur
Hij studeerde aan de Oklahoma State University (OSU). Hij won het U.S. Amateur in 2018 kreeg daardoor een invitatie voor het US Open 2019 en eindigde daarin als
gedeeld twaalfde. Hij werd de eerste speler sinds Matt Kuchar in 1998 die als amateur zowel op de Masters als de US Open de laagste score had in hetzelfde seizoen.

### Gewonnen
(onvolledig)
- 2014: Alcaidesa Winter Open, Titleist Tour 2, Norwegian Amateur Golf Championship
- 2014: Jason Floyd Junior Golf Tour, The San Roque Club
- 2018: Valspar Collegiate, U.S. Amateur, Royal Oaks Intercollegiate
- 2019: The Prestige

## Professional
Na de US Open van 2019 werd Hovland professional. Hij won in 2020 de Puerto Rico Open en de Mayakoba Golf Classic. In 2021 won hij de BMW International Open.

### Gewonnen
- 2020: Puerto Rico Open (PGA Tour)
- 2020: Mayakoba Golf Classic (Europese PGA Tour)
- 2021: BMW International Open (Europese PGA Tour)